# Dedya catherinetta
Dedya catherinetta là một loài bọ cánh cứng trong họ Cerambycidae.